# Jan Busche
Jan Busche (* 1961 in Preetz) ist ein deutscher Rechtswissenschaftler und Hochschullehrer.

## Leben
Busche studierte von 1980 bis 1988 Humanmedizin, Rechtswissenschaft und Politologie an den Universitäten von Hamburg und Kiel. Das erste juristische Staatsexamen bestand er 1986 vor dem Justizprüfungsamt beim OLG Schleswig. Nach der Promotion 1989 an der Universität Kiel bei Franz Jürgen Säcker und dem Referendariat (1988–1991) im Bezirk des OLG Schleswig und des Kammergerichts legte er 1991 das zweite juristische Staatsexamen vor dem Gemeinsamen Prüfungsamt in Hamburg ab. Nach der Habilitation 1998 an der FU Berlin (Lehrbefähigung für die Fächer Bürgerliches Recht, Handels- und Gesellschaftsrecht, Wirtschaftsrecht und Energierecht) ist er seit 2000 Inhaber des Lehrstuhls für Bürgerliches Recht und Gewerblichen Rechtsschutz an der Heinrich-Heine-Universität Düsseldorf. Von 2008 bis 2010 war er zudem Prodekan und in den beiden Folgejahren Dekan der Juristischen Fakultät Düsseldorf. Von seinen wissenschaftlichen Arbeiten sind u. a. seine Beiträge zu Julius v. Staudingers Kommentar zum Bürgerlichen Gesetzbuch, dem Münchener Kommentar zum Bürgerlichen Gesetzbuch, dem Kommentar zum Handelsgesetzbuch, dem Münchener Kommentar zum Lauterkeitsrecht und dem Münchener Kommentar Europäisches und Deutsches Wettbewerbsrecht hervorzuheben.

## Schriften (Auswahl)
- Preisbindungsverbot und Markenwarenvertrieb. Zugleich ein Beitrag zur Methodik der Auslegung wettbewerbsrechtlicher Normen. Heidelberg 1990, ISBN 3-8226-4489-7.
- Privatautonomie und Kontrahierungszwang. Tübingen 1999, ISBN 3-16-147216-0.
- mit Pia Christine Greve und Behyad Hozuri: Leitfaden zu Forschungs- und Entwicklungsverträgen zwischen Hochschulen und der Industrie. Die kommentierten Düsseldorfer Bausteine für einen Forschungs- und Entwicklungsvertrag sowie eine Einführung in das Patent- und Arbeitnehmererfinderrecht. Düsseldorf 2015, ISBN 978-3-943460-92-6.